# Grauwe lijnbladroller
De grauwe lijnbladroller (Celypha rurestrana) is een vlinder uit de familie bladrollers (Tortricidae). De wetenschappelijke naam is voor het eerst geldig gepubliceerd in 1843 door Duponchel.
De soort komt voor in Europa.